# جايسون بالمر (سياسي)
جايسون مايكل بالمر (بالإنجليزية: Jason Michael Palmer)‏ (مواليد 1 ديسمبر 1971) هو رجل أعمال أمريكي، رائد أعمال، مستثمر، وسياسي كان مرشحًا في الانتخابات التمهيدية الرئاسية للحزب الديمقراطي لعام 2024. فاز بالمر في تجمع الانتخابات التمهيدية للرئاسة الديمقراطية في ساموا الأمريكية لعام 2024، حيث حصل على 51 صوتاً مقابل بـ40 صوتاً لجو بايدن. وتم منحه ثلاثة من ممثلي ساموا الأمريكية في المؤتمر الوطني الديمقراطي لعام 2024. أصبح بالمر أول مرشح رئاسي يفوز بأحد الأقاليم أثناء منافسته ضد رئيس حالي في الانتخابات التمهيدية منذ أن هزم تيد كينيدي جيمي كارتر في 13 مسابقة خلال الانتخابات التمهيدية للحزب الديمقراطي لعام 1980.

## الحياة المبكرة والتعليم
وُلد جايسون مايكل بالمر في 1 ديسمبر 1971 في أرض الاختبار بمدينة أبردين، ماريلاند. كان والده، لوني بالمر، معلماً ومخضرماً في الجيش الأمريكي، وقد شغل منصب مشرف على منطقة مدارس مدينة ألباني. انتقلت عائلة بالمر بعيدًا عن ماريلاند بعد فترة وجيزة من ولادته.
خلال سنوات دراسته في الثانوية، حقق بالمر إنجازات رياضية ملحوظة، حيث فاز بعدة بطولات إقليمية في سباقات العدو. تخرج من مدرسة أفرل بارك الثانوية في شمال ولاية نيويورك. في عام 1994، حصل على درجة البكالوريوس في الدراسات متعددة التخصصات من جامعة فرجينيا، ثم حصل على ماجستير إدارة الأعمال من كلية هارفارد للأعمال في عام 1999.
عاد بالمر إلى بالتيمور، ماريلاند، في عام 2010 ويعتبر نفسه صاحبي.

## المسيرة المهنية
في بداية مسيرته، أسس جايسون بالمر ونمّى ثلاث شركات في مجال التكنولوجيا والخدمات، قبل أن يتولى مناصب تنفيذية في شركات مثل مايكروسوفت للتعليم وسكول نت وكابلان، حيث شغل منصب المدير العام وقاد جهود إعادة هيكلة عدة أعمال، بما في ذلك رأس المال المخاطر.
كما كان عضوًا في مجلس استشاري لحديقة حيوانات سميثسونيان الوطنية ومعهد سميثسونيان للأحياء الحفظية. مؤخرًا، عمل بالمر نائب مدير التعليم العالي في مؤسسة بيل ومليندا غيتس، وكان شريكًا عامًا في شركة نيو ماركتس فينشر بارتنرز، وهي شركة رائدة في مجال الاستثمارات ذات التأثير الاجتماعي.

## المسيرة السياسية

### بداية المسيرة
في التسعينيات، عمل بالمر مع دانيال باتريك موينيهان، السيناتور الديمقراطي من ولاية نيويورك.

### الحملة الانتخابية الرئاسية 2024

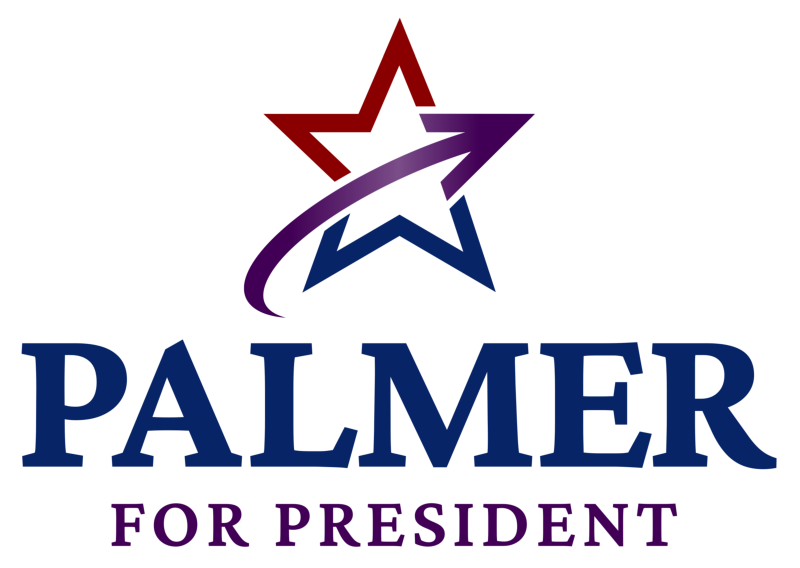
شعار حملة بالمر الانتخابية لعام 2024

وفقًا لموقع حملته، كان تركيز حملة بالمر على ثلاث أفكار: الرأسمالية الواعية، واقتصاد المواهب الجديد، وتحديث الحكومة. وصف نفسه بأنه براغماتي، مشيرًا إلى أنه دعم المرشحين الديمقراطيين هيلاري كلينتون وجو بايدن في عامي 2016 و2020، لكنه صوت لحاكم الحزب الجمهوري لاري هوغان في انتخابات حاكم ماريلاند لعام 2018.
في 18 يناير 2024، نشرت صحيفة بوليتيكو مقابلة مع بالمر، حيث أكد على مكانته كأصغر مرشح للرئاسة في الحزب الديمقراطي وأحد أصغر المرشحين في كلا الحزبين. دعا بايدن وجميع المشرعين الأكبر سنًا إلى "تمرير المشعل" إلى جيل جديد من القادة السياسيين مثل غريتشن ويتمر وغافن نيوسوم وجارد بولس. كما قام بالترويج لمهاراته الإدارية المكتسبة من مسيرته التجارية، مؤكداً أنه إذا تم انتخابه، سيقوم بتوظيف شخص خارجي مؤهل إذا كان يفتقر إلى المعرفة الكبيرة في مجال معين. وأشار أيضاً إلى أنه سيركز خلال فترة ولايته على تعزيز التقدم التكنولوجي.
كذلك في 18 يناير 2024، شارك بالمر في انطلاق سلسلة مناظرات انتخابات 2024 الحرة والمتكافئة، حيث تنافس مع مرشحين آخرين للرئاسة من الحزب الديمقراطي.
كان بالمر مدرجًا على بطاقات الاقتراع في ستة عشر ولاية وإقليمًا، بما في ذلك ونيوهامشير، ونيفادا، وكولورادو، ومينيسوتا، وفيرمونت، وساموا الأمريكية، وجزر ماريانا الشمالية، وأريزونا، وكانساس، وميزوري، وداكوتا الشمالية، وهاواي، وفيرجينيا الغربية، حيث حصل على إجمالي 21,027 صوتاً. فاز بالمر في تجمع الانتخابات التمهيدية للرئاسة الديمقراطية في ساموا الأمريكية، حيث حصل على 51 صوتًا مقابل 40 صوتًا لجو بايدن، مع مشاركة إجمالية بلغت 91 ناخبًا. حصل كل من المرشحين على ثلاثة مندوبين.
فاجأ فوز بالمر الكثيرين في المؤسسة الديمقراطية؛ ليصبح أول شخص يهزم رئيساً حالياً في مسابقة انتخابية منذ أن هزم تيد كينيدي جيمي كارتر في 12 انتخابات تمهيدية خلال انتخابات الرئاسة الأمريكية عام 1980.
قبل فوزه، قام بالمر بحملة رقمية في ساموا الأمريكية، حيث كتب على تويتر أن "واشنطن العاصمة بحاجة ماسة إلى رئيس يكون مدافعًا عن ساموا الأمريكية". كانت حملته تعتمد بشكل كبير على اللقاءات العامة عبر زووم، حيث لم يزر الإقليم مطلقًا. وتعلم عن فوزه أثناء مشاهدته لتغطية تلفزيونية لانتخابات الثلاثاء الخارق مع أصدقائه في فندق في واشنطن العاصمة. كما قارن مادو بالمر بمايكل بلومبيرغ خلال محاولته الفاشلة للرئاسة في 2020، حيث فاز كلاهما بساموا الأمريكية بعد أن كانا المرشحين الوحيدين الذين قاما بحملة هناك، وكلاهما يتمتع بثراء واسع.
أعطى بالمر أكثر من 500,000 دولار من أمواله الشخصية لحملته. بعد فترة وجيزة من الانتخابات التمهيدية في ساموا الأمريكية، انسحب ثلاثة مرشحين ديمقراطيين من الصفوف، هم غابرييل كورنيخو، فرانك لوزادا، وستيفن ليونز، وأيدوا بالمر.
بعد فوزه في ساموا الأمريكية، قام بالمر بحملة في جزر ماريانا الشمالية، ولكن لم يحصل إلا على 4% من الأصوات. وفي وقت لاحق من الحملة، حقق 11% في الانتخابات التمهيدية في فيرجينيا الغربية على الرغم من أنه كان قد أيد بالفعل الرئيس بايدن.
في 27 مارس 2024، أعلن بالمر عن تأسيس منظمة "معاً!" (بالإنجليزية: TOGETHER!)‏، وهي لجنة عمل سياسية من نوع مؤسسة B تهدف إلى تقليل الاستقطاب السياسي، وزيادة مشاركة الناخبين الشباب، ودعم مرشحين أصغر سنًا للكونغرس.
في 15 أبريل 2024، أعلن بالمر على تويتر عن دعمه للرئيس بايدن في الانتخابات العامة لعام 2024، رغم أنه لم يعلق رسميًا حملته في ذلك الوقت. ثم انسحب بالمر من السباق في 15 مايو. كما أعلن أن فريقه سيحضر المؤتمر الوطني الديمقراطي 2024 في شيكاغو، حيث كُلف بمحاولة كسب مزيد من أصوات الجيل Z.
في 10 يوليو 2024، حثّ بالمر بايدن على إنهاء حملته لإعادة انتخابه في مقابلة مع موقع Semafor، وسط مخاوف متزايدة بشأن قدرته على الفوز. في 21 يوليو 2024، انسحب بايدن من سباق 2024، وفي 24 يوليو، أعلن بالمر دعمه لكامالا هاريس لترشيح رئاسة الولايات المتحدة.